# Rungia mina
Rungia mina är en akantusväxtart som beskrevs av Hsien Shui Lo. Rungia mina ingår i släktet Rungia och familjen akantusväxter. Inga underarter finns listade i Catalogue of Life.